# چستر کمن
چستر کَمِن (انگلیسی: Chester Kamen؛ زادهٔ ۱ ژانویهٔ ۱۹۵۳) گیتارنواز، نوازندهٔ گیتار بیس، موسیقی‌دان، خواننده، تهیه‌کننده موسیقی و ترانه‌پرداز اهل بریتانیا است که با هنرمندان بزرگی چون پل مک‌کارتنی، راجر واترز، دیوید گیلمور، مدونا، برایان فری، ناتالی ایمبرولیا، باب گلداف، رابی ویلیامز، دورن دورن، سیل، مَـسیو اَتَک و گابریل همکاری داشته است.